# Grewia cerasifera
Grewia cerasifera là một loài thực vật có hoa trong họ Cẩm quỳ. Loài này được (Chiov.) Thulin mô tả khoa học đầu tiên năm 1999.